# 康瑟琪
康瑟琪（1987年9月25日—）是一名韩国出生的中非跆拳道练习者。她参加了2012年夏季奥运会女子49公斤级比赛。